# Alturas de Macchu Picchu (poema)
Alturas de Macchu Picchu es una sección del libro de poesía Canto General del poeta chileno Pablo Neruda, publicado en 1950, aunque compuesto durante la década de 1940. Estos poemas han sido analizados, musicalizados y estudiados por distintos escritores y artistas, constituyéndose en uno de los más conocidos de Neruda.
La obra, si bien está dedicada a las ruinas incaicas que le dan el nombre y al drama humano de los siervos que construyeron aquella fortaleza, en realidad se dirige a todos los pueblos indígenas. Está compuesto por doce poemas que plantean, desde distintos puntos de vista, la posición y situación de la ciudad. Los últimos tres poemas se centran en los hombres que construyeron la ciudad y sus padecimientos.

## Historia
Neruda había visitado Machu Picchu en octubre de 1943. Sin embargo escritos y publicados en 1944 Neruda los sumará a este proyecto mayor.  Después de 1948, la Ley de Defensa Permanente de la Democracia, lo proscribe en Chile por su afiliación comunista. Durante el exilio y persecución del poeta, comienza a redactar una historia de América en poesía (ver Canto General). Comienza su magna obra por las raíces americanas y su lucha contra el imperialismo español, sin embargo el tema de Macchu Picchu está separado  de la temática de los demás poemas y es independiente o sea un capítulo en sí.

## Análisis
Los poemas están escritos desde una perspectiva americana y obrera, donde importa el recuerdo de los anónimos esclavos explotados que construyeron la ciudad, que el de los gobernantes o del nombre   que los arqueólogos designan a las eras o épocas.
Son doce poemas donde describe la geografía y las imponentes características de la ciudad, para terminar haciendo un llamado a los antiguos habitantes de estas. Las primeras estrofas dan una descripción geográfica del lugar donde está emplazada la ciudad y hará una descripción póética de esta. 
Desde el poema 10 se centra solamente en las personas anónimas y les hace un llamado a volver y mostrar como vivían y sufrían. El  poeta llama a nacer al "hermano" olvidado: "Juan Cortapiedras, hijo de Wiracocha, Juan Comefrío, hijo de estrella verde, Juan Piesdescalzos, nieto de la turquesa"
Tras llamarlos como hermanos les pide que en su nueva vida recién otorgada le cuenten sus "viejos dolores enterrados". Todo el poema se centra y se explica en este punto. Hacer como invitación a los constructores de Macchu Picchu, la petición: "Sube a nacer conmigo, hermano".

## En la cultura popular
Alturas de Macchu Picchu fue musicalizado por el grupo chileno Los Jaivas, como parte del álbum homónimo. También se realizó una obra de teatro inspirada en el poema.